# Mesoplus contrita
Mesoplus contrita là một loài bướm đêm trong họ Noctuidae.